# Eva
Eva — перший сингл з шостого студійного альбому Dark Passion Play, фінського симфо-метал квінтету Nightwish. Це був перший реліз групи з новою вокалісткою Анетт Ользон, після звільнення Тар'ї Турунен. Спочатку він був випущений лише в інтернеті та радіо, датою релізу стало 25 травня 2007 року. Хоча пісня потім увійшла на альбом Dark Passion Play, весь доход від європейського інтернет-релізу пішов на благочинність (Дитячий благодійний фонд). Доходи від продажу у фінському Інтернеті будуть передані для двох дитячих будинків в Фінляндії.. 
Про обкладинку синглу було оголошено на офіційному сайті групи 17 травня. На обкладинці зображена маленька дівчинка, одягнена в фінську сукню 19 століття, в плюшевим ведмедиком, вночі навпроти будинку. 

Згідно з щоденником на сайті від 13 травня 2007 року, нова вокалістка сказала, що ця пісня є м'якою, сумною та емоційною. Семпл пісні Eva був розміщений на офіційному сайті і містив такі слова:  «She walks alone but not without her name. Eva flies away, dreams the world far away. In this cruel children's game, there's no friend to call her name». 
Eva почала транслюватись на фінських радіостанціях YleX та Radio Rock з 7 години ранку 25 травня 2007 року і стала доступною для завантаження в той саме день . Спочатку пісню планували випустити 30 травня, разом з представлення публіці нової вокалістки (Анетт Ользон), через витік пісні в інтернет 23 травня та виявлення особи вокалістки 24 травня, пісню вирішили випустити на п'ять днів раніше запланованої дати.
Одразу після виходу композиції Eva у 2007 році деякі експерти знайшли в її звучанні багато спільного з мелодією пісні "На самоті" [Архівовано 13 квітня 2011 у Wayback Machine.], українського харківського гурту Оркестр Че, яка була безкоштовно викладена в Інтернеті у 2005 році. Хоча харківські музики відмовилися від звинувачень Nightwish у плагиаті, тим не менш дуже цікаво порівняти обидві композиції.

## Список композицій
| Nuclearblast      | Час  |
| ----------------- | ---- |
| 01. Eva           | 4:24 |
| Eva promo release | Час  |
| 01. Eva [Edit]    | 2:52 |
| 02. Eva           | 4:24 |

## Учасники
- Туомас Холопайнен — композитор, клавишні
- Емппу Вуорінен — гітара
- Юкка Невалайнен — ударні
- Анетт Ользон — вокал
- Марко Хієтала — бас-гітара